# Deutsche Nordische Skimeisterschaften 1973
Die Deutschen Nordischen Skimeisterschaften 1973 fanden vom 3. bis zum 11. Februar in Braunlage und Reit im Winkl statt. Ursprünglich sollten alle Wettkämpfe im Harz veranstaltet werden, doch machten schwere Wetterbedingungen – die unter anderem die Loipen in Wasser gefüllte „Straßenbahnschienen“ verwandelten – eine Verlegung notwendig. Diese muss als einmaliges organisatorisches Meisterstück bezeichnet werden. Allerdings fiel der 50-km-Skimarathon der Verlegung zum Opfer, der stattdessen am Sonntag, dem 4. März im Rahmen der bayerischen Meisterschaften in Bayrischzell nachgeholt wurde.
Das Meisterschaftsspringen von der Großschanze fand am 18. Februar in Neustadt statt. Da aufgrund der schlechten Wetterbedingungen weder in Braunlage noch in Reit im Winkl ein Wettkampf von der Normalschanze abgehalten werden konnte, wurde der Wettbewerb von der Normalschanze auf den 17. Februar nach Schonach verlegt.

## Skilanglauf

### Frauen

#### 5km
| Platz | Name              | Ort         | Zeit (h)   |
| ----- | ----------------- | ----------- | ---------- |
| 01    | Michaela Endler   | Aschau      | 0:20:16,41 |
| 02    | Katrin Glasl      | Pasing      | 0:20:56,27 |
| 03    | Haldis Zühlke     | Willingen   | 0:21:03,11 |
| 04    | Barbara Faller    | Bubenbach   | 0:21:09,25 |
| 05    | Sigrid Afflerbach | Erndtebrück | 0:21:26,43 |
| 06    | Annemie Amslinger | Altötting   | 0:21:30,37 |

Datum: Samstag, 10. Februar 1973
Michaela Endler holte ihren fünften Titel hintereinander über 5 Kilometer. Der Wettbewerb fand unter äußerst schwierigen und strapaziösen Verhältnissen statt. So setzte eine Stunde vor dem Start ein starker Schneefall ein. Es nahmen 24 Athletinnen am Langlauf teil.

#### 10km
| Platz | Name                    | Ort         | Zeit (h)   |
| ----- | ----------------------- | ----------- | ---------- |
| 01    | Michaela Endler         | Aschau      | 0:34:39,87 |
| 02    | Katrin Glasl            | Pasing      | 0:35:52,17 |
| 03    | Annemie Amslinger       | Altötting   | 0:37:36,17 |
| 04    | Stefanie Köhrer-Wamsler | Degenfeld   | 0:38:37,70 |
| 05    | Renate Braun            | Baiersbronn | 0:39:42,65 |

Datum: Freitag, 9. Februar 1973
Die Seriensiegerin Michaela Endler wurde erneut Deutsche Meisterin über zehn Kilometer.

#### Verbandsstaffel
| Platz | Namen                                           | Verband           | Zeit (h)   |
| ----- | ----------------------------------------------- | ----------------- | ---------- |
| 01    | Annemie Amslinger Kathrin Glasl Michaela Endler | Bayern I          | 1:09:22,62 |
| 02    | Sigrid Afflerbach Iris Schulz Haldis Zühlke     | Westdeutschland I | 1:11:36,63 |
| 03    |                                                 | Schwaben I        | 1:13:17,82 |
| 04    |                                                 | Bayern II         | 1:14:25,75 |
| 05    |                                                 | Schwaben II       | 1:15:23,16 |
| 06    |                                                 | Harz I            | 1:19:43,44 |

Datum: Sonntag, 11. Februar 1973
Den 3×5-Kilometer-Staffellauf gewann die bayerische Staffel überlegen mit mehr als zwei Minuten Vorsprung. Auch die Vertreterinnen des Westdeutschen Skiverbands kamen rund zwei Minuten vor ihren Konkurrentinnen aus Schwaben ins Ziel.

### Männer

#### 15 km
| Platz | Name          | Ort           | Zeit (h)   |
| ----- | ------------- | ------------- | ---------- |
| 01    | Walter Demel  | Zwiesel       | 0:54:46,29 |
| 02    | Hans Speicher | Reit im Winkl | 0:55:15,30 |
| 03    | Georg Zipfel  | Kirchzarten   | 0:56:00,92 |
| 04    | Hannes Bleier | Bayrischzell  | 0:56:08,74 |
| 05    | Edgar Eckert  | Neubau        | 0:56:11,10 |
| 06    | Georg Martin  | Nesselwang    | 0:56:32,86 |
| 07    | Hartmut Döpp  | Winterberg    | 0:56:36:46 |

Datum: Samstag, 10. Februar 1973
Der Favorit Walter Demel wurde seiner Rolle gerecht und wurde trotz eines glatten Skis Deutscher Meister. Der Vorjahresdritte Gerhard Gehring gab nach sechs Kilometern auf. Es nahmen 94 Athleten am Langlauf teil.

#### 30 km
| Platz | Name            | Ort          | Zeit (h)   |
| ----- | --------------- | ------------ | ---------- |
| 01    | Walter Demel    | Zwiesel      | 1:40:18,72 |
| 02    | Edgar Eckert    | Neubau       | 1:40:44,63 |
| 03    | Hannes Bleier   | Bayrischzell | 1:42:58,09 |
| 04    | Gerhard Gehring | Füssen       | 1:43:53,99 |
| 05    | Gerd Winkler    | Langewiese   | 1:44:08,40 |
| 06    | Georg Allgaier  | Mehrstetten  | 1:46:18,72 |

Datum: Dienstag, 6. Februar 1973
Der Deutsche Meister über die 30-km-Langlaufstrecke Walter Demel schimpfte im Ziel über das Meisterschaftsrennen: „Diese Strecke ist für eine Meisterschaft unmöglich, weil sie viel zu leicht ist und keine Schwierigkeiten hat.“ Dennoch konnte sich Demel über seinen zehnten Meistertitel über diese Distanz freuen. Aufgrund einer nebligen Wetterlage mit Temperaturen unter Null Grad hatten die Athleten mit Wachsproblemen zu kämpfen, da auf der zum Teil neu gelegten Spur unterschiedliche Schneeverhältnisse herrschten.

#### 50 km
| Platz | Name              | Ort                    | Zeit (h)   |
| ----- | ----------------- | ---------------------- | ---------- |
| 01    | Klaus Gehrke      | Bad Wiessee            | 2:51:53,70 |
| 02    | Bertel Bohn       | Bad Wiessee            | 2:53:21,61 |
| 03    | Peter Weiß        | Brend                  | 2:54:52,51 |
| 04    | Josef Niedermeier | Reit im Winkl          | 2:55:12,97 |
| 05    | Conny Winkler     | Garmisch-Partenkirchen | 2:58:37,57 |
| 06    | Heini Simon       | Krün                   | 2:58:41,77 |

Datum: Sonntag, 4. März 1973
Der 50-km-Skimarathon musste verlegt werden und fand schließlich erst Anfang März in Bayrischzell statt. Aufgrund der neuen Terminierung konnte die bundesdeutsche Elite nicht am Rennen teilnehmen, da sie bei internationalen Wettkämpfen in Schweden verweilten. Nasser Neuschnee stellte einige Athleten vor große Probleme, sodass nur 35 der 72 startenden Skilangläufer ins Ziel kamen. Deutscher Meister wurde Klaus Gehrke vom SC Bad Wiessee vor seinem Klubkameraden Bertel Bohn und dem Schwarzwälder Peter Weiß vom SZ Brend.

#### Verbandsstaffel
| Platz | Namen                                                       | Verband           | Zeit (h)   |
| ----- | ----------------------------------------------------------- | ----------------- | ---------- |
| 01    | Hans Speicher Hannes Bleier Edgar Eckert Walter Demel       | Bayern I          | 2:44:04,01 |
| 02    | Emil Lettenmaier Ludwig Reiser Georg Martin Gerhard Gehring | Bayern II         | 2:46:51,38 |
| 03    | Hartmut Döpp                                                | Westdeutschland I | 2:48:27,56 |
| 04    |                                                             | Bayern III        | 2:49:57,62 |
| 05    | Urban Hettich Georg Zipfel                                  | Schwarzwald I     | 2:52:32,37 |
| 06    |                                                             | Schwaben I        | 2:52:44,55 |

Datum: Sonntag, 11. Februar 1973

Nachdem Hans Speicher, Hannes Bleier und Edgar Eckert bereits jeweils die Bestzeit auf ihrer Strecke liefen, sicherte der Schlussläufer der ersten bayerischen Staffel Walter Demel den Gewinn des 4-mal-10-Kilometer-Staffellauf ab. Die Bestzeit beim letzten Streckenabschnitt zeigte Georg Zipfel, womit er seine Staffel noch vom achten auf den fünften Rang vorbrachte.

#### Vereinsstaffel
| Platz | Namen                                                         | Verein            | Zeit (h)   |
| ----- | ------------------------------------------------------------- | ----------------- | ---------- |
| 01    | Emil Lettenmaier Günter Wallner Franz Bernreiter Walter Demel | SC Zwiesel        | 2:20:02,98 |
| 02    |                                                               | SC Fischen        | 2:21:34,94 |
| 03    |                                                               | SC Schonach       | 2:24:48,58 |
| 04    |                                                               | SZ Breitnau       | 2:24:58,68 |
| 05    |                                                               | WSC Weißenstadt   | 2:25:26,01 |
| 06    |                                                               | WSV Reit im Winkl | 2:25:34,44 |
| 07    |                                                               | SK Nesselwang     | 2:26:00,04 |
| 08    |                                                               | SK Langewiese     | 2:26:44,90 |
| 09    |                                                               | SC Altenau        | 2:28:15,00 |
| 10    |                                                               | SC Villingen      | 2:30:26,08 |

Datum: Samstag, 3. Februar 1973

Den 4-mal-10-Kilometer-Staffellauf im Harz gewann der SC Zwiesel. Der Schlussläufer des SC Zwiesels war der 37 Jahre alte Bundesgrenzschutzhauptmeister Walter Demel, der somit nicht nur seinen 33. Meistertitel gewann, sondern darüber hinaus erstmals Deutscher Meister in der Vereinsstaffel wurde. Bereits mit dem 18-jährigen Emil Lettenmaier legte das Zwieseler Quartett den Grundstein zum Sieg, denn er übergab den Staffelstab bereits mit 55 Sekunden Vorsprung auf die Titelverteidiger vom SC Fischen. Das Rennen wurde bei Temperaturen etwas unter dem Gefrierpunkt oberhalb von Braunlage auf einer 10-km-Rundstrecke bei Oderbrück ausgetragen. Es waren 25 Staffeln am Start.

## Nordische Kombination

### Einzel
| Platz | Name               | Ort           | Gesamtpunkte |
| ----- | ------------------ | ------------- | ------------ |
| 01    | Franz Keller       | Nesselwang    |              |
| 02    | Hans Rudhart       | Isny          | 418,60       |
| 03    | Urban Hettich      | Schonach      | 398,92       |
| 04    | Rainer Klumpp      | Baiersbronn   | 398,15       |
| 05    | Peter Hauser       | Reit im Winkl | 381,44       |
| 06    | Robert Rosenfelder | Blasiwald     | 376,75       |

Datum: Freitag, 9. Februar und Samstag, 10. Februar 1973
Der Sprunglauf der Meisterschaften in der Nordischen Kombination musste verlegt werden, da Nebel und heftige Windstöße das Springen auf der Wurmbergschanze in Braunlage unmöglich machten. Da sich die Wetteraussichten nicht besserten, wurden die Meisterschaften kurzfristig im 710 Kilometer entfernten Reit im Winkl fortgeführt. Bereits nach dem Skispringen von der Franz-Haslberger-Schanze schien die Titelverteidigung des Nesselwangers Franz Kellers gesichert. Denn mit Sprüngen auf 79,5 und 80 Metern gewann er den Kombinationssprunglauf vor Robert Rosenfelder und Hans Rudhart. Zwar zeigte der Bundeswehrfeldwebel Keller nur die viertbeste Laufleistung über 15 Kilometer (59:30,28 min), doch war ihm letztlich sein vierter Titel in Folge nicht mehr zu nehmen. Der schnellste Läufer war Hans Rudhart (57:33,42 min) vor den Schwarzwäldern Rainer Klumpp (58:43,09 min) und Urban Hettich (59:17,19 min).

## Skispringen

### Normalschanze
| Platz | Name               | Verein           | Weite 1 | Weite 2 | Punkte |
| ----- | ------------------ | ---------------- | ------- | ------- | ------ |
| 01    | Rudi Tusch         | SC Oberstdorf    | 72,0 m  | 69,5 m  | 223,2  |
| 02    | Peter Dubb         | SZ Neuhaus       | 71,5 m  | 71,0 m  | 222,6  |
| 03    | Sepp Schwinghammer | SC Partenkirchen | 70,0 m  | 70,0 m  | 214,8  |
| 04    | Bernd Zapf         | SC Bischofsgrün  | 67,5 m  | 69,0 m  | 210,2  |
| 05    | Ernst Wursthorn    | SZ Breitnau      | 66,0 m  | 68,5 m  | 207,5  |

Datum: Samstag, 17. Februar 1973
Der Wettbewerb um die deutsche Skisprungmeisterschaft von der Normalschanze, der bereits von der Wurmbergschanze in Braunlage auf die Franz-Haslberger-Schanze in Reit im Winkl verlegt wurde, musste aufgrund zu heftigen Schneetreibens abgesagt werden. Schließlich wurde das Springen zusammen mit dem Titelkampf auf der Großschanze am Wochenende des 17./18. Februar in Schonach ausgetragen. Schließlich erlebten rund 2000 Zuschauer bei idealen Witterungsverhältnissen einen Überraschungssieg des erst 18 Jahre alten Gymnasiasten Rudi Tusch vom SC Oberstdorf. Der Titelverteidiger Ernst Wursthorn musste sich mit dem fünften Platz zufriedengeben. Der Meister in der Nordischen Kombination Franz Keller verfehlte eine Platzierung unter den besten Zehn.

### Großschanze
| Platz | Name               | Verein           | Weite 1 | Weite 2 | Punkte |
| ----- | ------------------ | ---------------- | ------- | ------- | ------ |
| 01    | Alfred Grosche     | SK Winterberg    | 91,0 m  | 99,0 m  | 212,5  |
| 02    | Sepp Schwinghammer | SC Partenkirchen | 85,0 m  | 94,0 m  | 201,0  |
| 03    | Rudi Tusch         | SC Oberstdorf    | 89,0 m  | 94,0 m  | 200,0  |
| 04    | Bernd Zapf         | SC Bischofsgrün  | 90,5 m  | 90,0 m  | 199,5  |
| 05    | Albert Wursthorn   | SZ Breitnau      | 89,0 m  | 85,0 m  | 192,5  |
| 06    | Peter Dubb         | SZ Neuhaus       | 89,0 m  | 86,0 m  | 190,0  |
| 07    | Franz Keller       | SC Nesselwang    | 83,0 m  | 86,0 m  | 189,5  |

Datum: Sonntag, 18. Februar 1973
Mit dem Wettkampf von der Hochfirstschanze in Neustadt im Schwarzwald endeten die nordischen Skimeisterschaften 1973. Dabei stellte der Meister von 1969 Alfred Grosche auf der umgebauten Großschanze mit 99 Metern einen neuen Schanzenrekord auf. Der Überraschungsmeister von der Normalschanze Rudi Tusch belegte den dritten Rang. Mitfavorit Ernst Wursthorn stürzte bei 99 Metern und war somit aus dem Rennen um die Medaillen.

## Zeitungsartikel und Weblinks
- Um deutsche Meistertitel in Braunlage, Passauer Neue Presse, Ausgabe Nr. 26 vom Donnerstag, dem 1. Februar 1973
- Deutscher Ski-Staffel Meister: SC Zwiesel, PNP, Ausgabe Nr. 29 vom Montag, dem 5. Februar 1973
- Der Meister lief schimpfend durchs Ziel, PNP, Ausgabe Nr. 31 vom Mittwoch, dem 7. Februar 1973
- Skispringen wurde verlegt, PNP, Ausgabe Nr. 32 vom Donnerstag, dem 8. Februar 1973
- Ski-Meisterschaftsverlegung ist geglückt, PNP, Ausgabe Nr. 34 vom Samstag, dem 10. Februar 1973
- Zwieseler Skilangläufer gewann über 15 km, PNP, Ausgabe Nr. 35 vom Montag, dem 12. Februar 1973
- Alfred Grosche Sieger auf der Großschanze, PNP, Ausgabe Nr. 41 vom Montag, dem 19. Februar 1973
- Gehrke deutscher 50-km-Meister, PNP, Ausgabe Nr. 53 vom Montag, dem 5. März 1973